# Аудеркерк-ан-ден-Ейссел
Аудеркерк-ан-ден-Ейссел (нід. Ouderkerk aan den IJssel, нід. вимова: [ˌʌudərkɛr(ə)k aːn dən ˈɛisəl]) — село в нідерландській провінції Південна Голландія. Входить до муніципалітету Крімпенервард.
Його площа становить 18,14 км².
До 1985 року мало статус окремого муніципалітету.

## Визначні уродженці
- Стефан де Врей — нідерландський футболіст

## Галерея

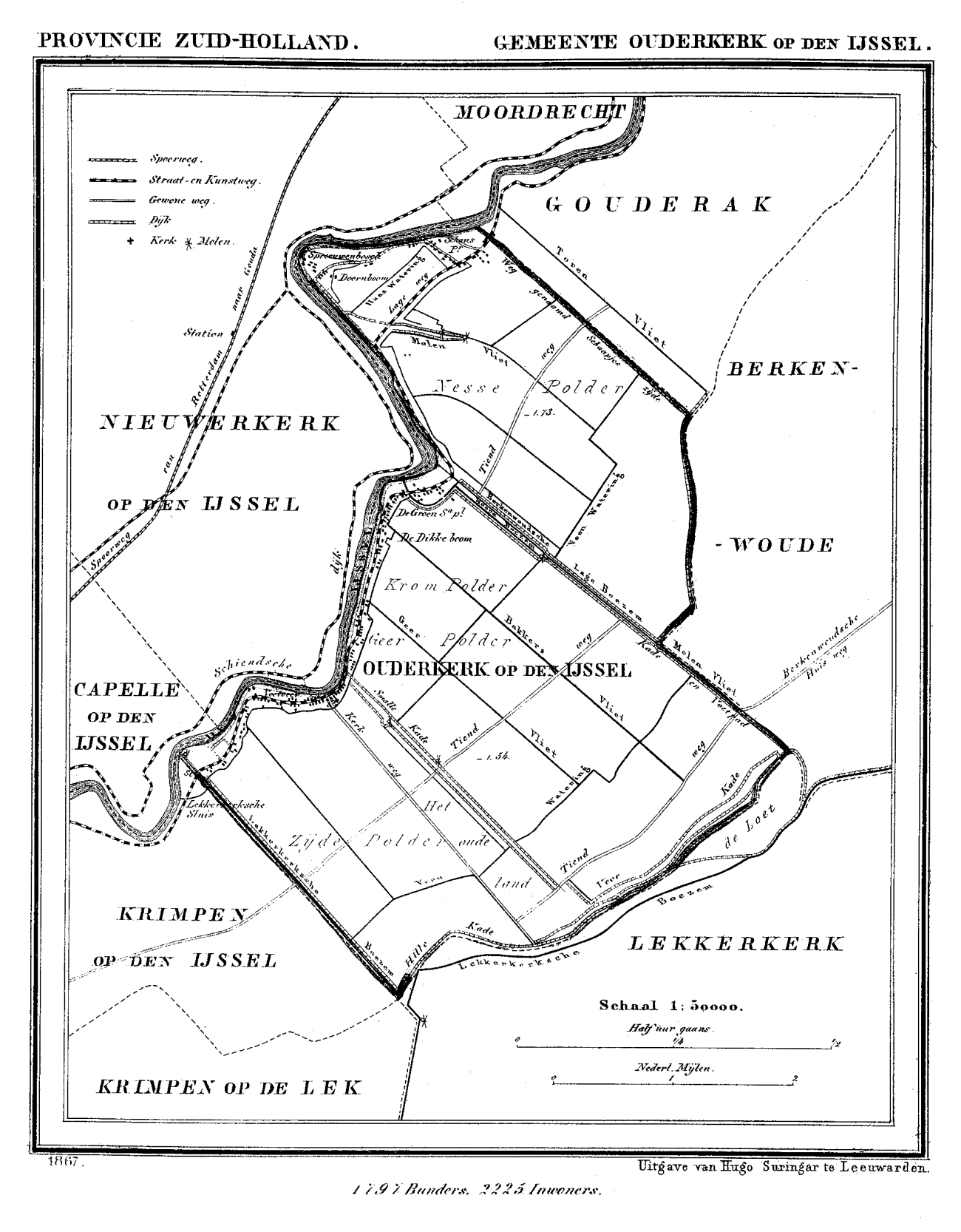
Мапа Аудеркерк-ан-ден-Ейссел (1867)
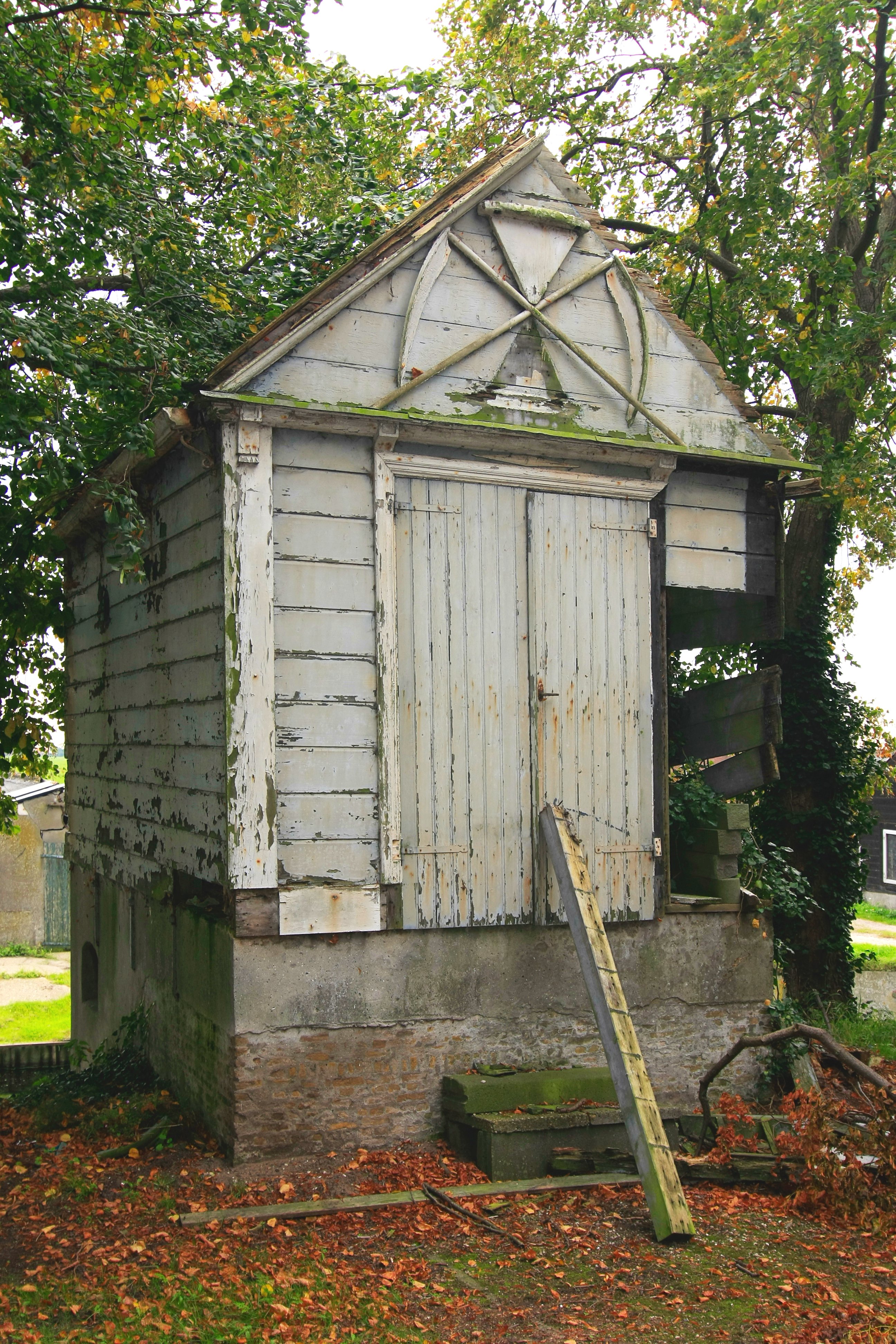
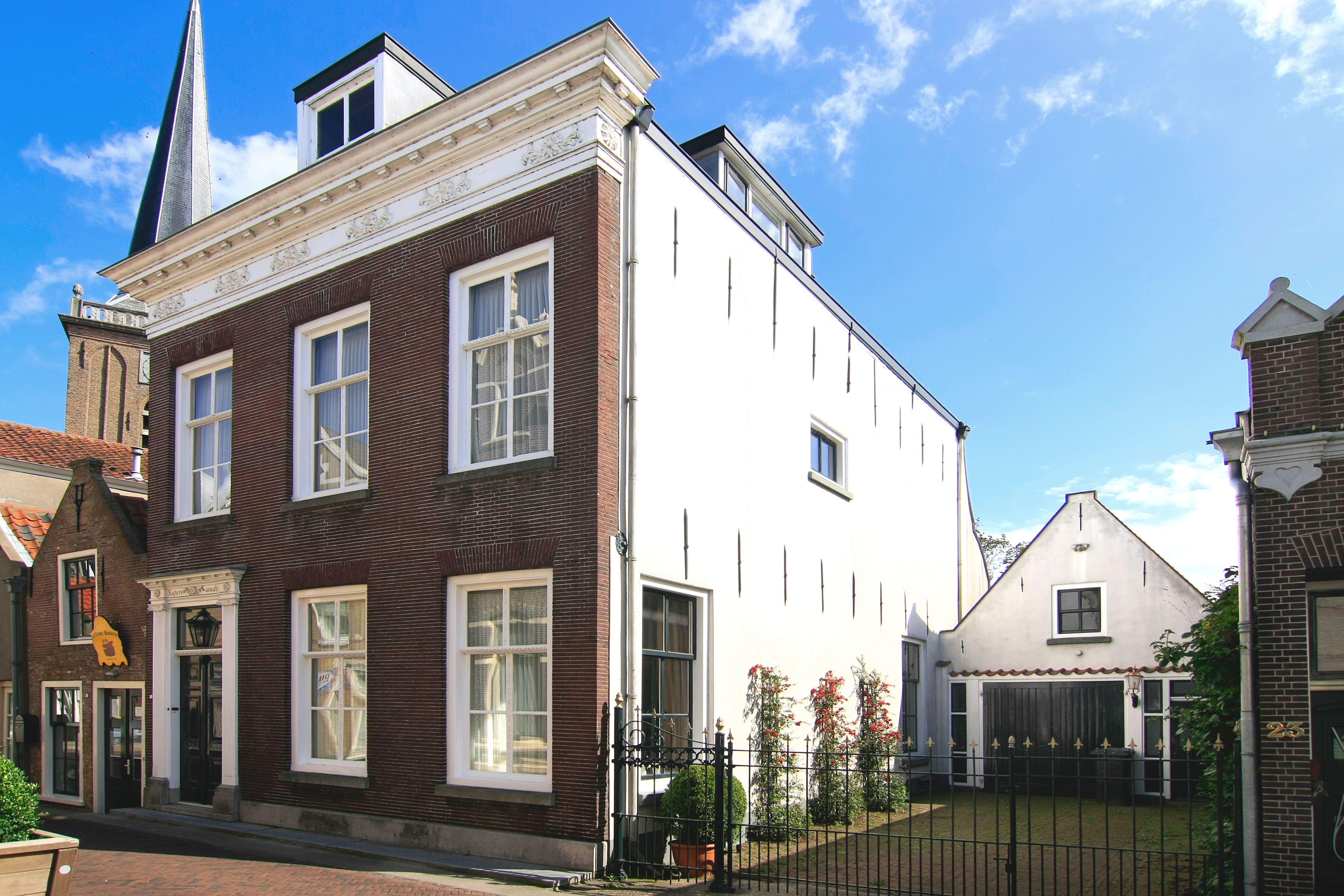